# Deák Ferenc utca (Kolozsvár)
A Deák Ferenc utca (románul Bulevardul Eroilor) Kolozsvár belvárosában található; a Fő tér délkeleti sarkáról indul keleti irányba, a hajdani Középkapu felé. Ez volt a fallal kerített város legszélesebb és legforgalmasabb utcája.

## Neve
1453-ban kezep wcza illetve Media platea Ascendendo. Intra Muros (falon belüli közép utca) néven említették. 1566-ból német neve is fennmaradt: Mittelgasse. Miután az utca folytatása is megépült a városfalon kívül, ez lett a Belső-Közép utca; 1640-ben Belseö Keözeputcza volt az írásmódja. A 19. század második felében a Belső- előtag Bel-re rövidült. 1899-ben kapta a Deák Ferenc utca nevet. A román hatalom 1923-ban a Str. Regina Maria nevet adta Mária román királyné tiszteletére. A második bécsi döntést követő években a neve ismét Deák Ferenc utca lett, majd 1945-ben visszakapta a Regina Maria nevet. 1948 és 1958 között Molotovról, utána Dr. Petru Grozáról nevezték el. A rendszerváltást követően 1990-ben a Bulevardul Eroilor (Hősök útja) nevet kapta az 1989. decemberi események emlékezetére.
2014-ben a Comedy Cluj fesztivál ideje alatt a szervezők ideiglenes névtáblákat helyeztek el a belváros egyes utcáin és terein; a Deák Ferenc utca Stan és Bran nevét kapta.

## Műemlékek
Az utcából az alábbi épületek szerepelnek a romániai műemlékek jegyzékében:
| Házszám            | Kép | Megnevezés                          | Építés dátuma    | Műemlék kódja   |
| ------------------ | --- | ----------------------------------- | ---------------- | --------------- |
| 1                  |     | Pataki–Teleki-ház                   | 15–18. század    | CJ-II-m-B-07317 |
| 2                  |     | Kendeffy-ház                        | 1830–1840        | CJ-II-m-B-07318 |
| 3                  |     | Ócsai-ház                           | 16–19. század    | CJ-II-m-B-07319 |
| 4                  |     | Wesselényi-, majd Dobál-ház         | 15–18. század    | CJ-II-m-B-07320 |
| 5                  |     | gr. Wass-ház                        | 15–18. század    | CJ-II-m-B-07321 |
| 6–8                |     | Folly-, Hutflesz-házak              | 18–19. század    | CJ-II-m-B-07322 |
| 7                  |     | Schilling-ház                       | 16–19. század    | CJ-II-m-B-07323 |
| 8–10               |     | Minorita templom és kolostor        | 16–19. század    | CJ-II-a-B-07324 |
| 9 (Bolyai utca 1.) |     | Bolyai János szülőháza              | 15–19. század    | CJ-II-a-B-07278 |
| 12                 |     | Pataki-, majd Gombos-ház            | 15–19. század    | CJ-II-m-B-07325 |
| 13                 |     | Deák-ház                            | 15–16. század    | CJ-II-m-B-07326 |
| 15                 |     | Pfenningsdorf-ház                   | 15–19. század    | CJ-II-m-B-07327 |
| 16                 |     | Harmincadház, Kolozsvári Casino     | 16–19. század    | CJ-II-m-B-07328 |
| 17                 |     | Lath-ház                            | 15–19. század    | CJ-II-m-B-07329 |
| 18                 |     | Csiki-ház                           | 19. század       | CJ-II-m-B-07330 |
| 19                 |     | Bethlen-ház                         | 19. század eleje | CJ-II-m-B-07331 |
| 20                 |     | Katona-ház, Kemény-ház              | 19. század       | CJ-II-m-B-07332 |
| 21                 |     | Korbuly-ház                         | 16–19. század    | CJ-II-m-B-07333 |
| 23–25              |     | Csizmadiák céhháza                  | 16–19. század    | CJ-II-m-B-07334 |
| 27                 |     | Simon Elek, majd Gallus Viktor háza | 16–19. század    | CJ-II-m-B-07335 |
| 29                 |     | Fehér Márton háza                   | 16–19. század    | CJ-II-m-B-07336 |
| 31                 |     | Váradi-ház                          | 16–20. század    | CJ-II-m-B-07337 |
| 32                 |     | kis Bánffy-ház                      | 16–19. század    | CJ-II-m-A-07338 |
| 33                 |     | Pattantyús-ház                      | 16–19. század    | CJ-II-m-B-07339 |
| 37                 |     | Rucska-ház                          | 15–19. század    | CJ-II-m-B-07340 |
| 38                 |     | Wertheimer-ház                      | 1920             | CJ-II-m-B-07341 |
| 42                 |     | Pap-ház                             | 20. század       | CJ-II-m-B-07342 |